# Fabio Capello
Fabio Capello (* 18. Juni 1946 in San Canzian d’Isonzo) ist ein ehemaliger italienischer Fußballspieler und -trainer. Nachdem er bereits als Spieler zwischen 1967 und 1980 vier italienische Meistertitel mit Juventus Turin und der AC Mailand und zweimal den Gewinn der Coppa Italia mit der AS Rom und der AC Mailand gefeiert hatte, begann er 1991 eine noch erfolgreichere Trainerkarriere. In dieser gewann er weitere sieben italienische und zwei spanische Meisterschaften und als größten Erfolg seiner Karriere 1994 die UEFA Champions League.
Später wurde Capello Nationaltrainer und betreute von 2007 bis 2012 die englische Nationalmannschaft. Zwischen Juli 2012 und Juli 2015 war er für die russische Nationalmannschaft zuständig.

## Spielerkarriere
Fabio Capello war zu seiner aktiven Zeit in den 1970er Jahren Mittelfeldspieler bei Juventus Turin sowie bei der italienischen Nationalmannschaft. In Italien erlangte er vor allem aufgrund seines 1973 erzielten Tores gegen England (1:0) Berühmtheit, das Italien zum ersten Sieg im Wembley-Stadion führte. Insgesamt spielte er 32-mal für die Squadra Azzurra und erzielte dabei acht Tore. Er nahm an der Fußball-Weltmeisterschaft 1974 in Deutschland teil, die für die italienische Mannschaft nach der 1:2-Niederlage gegen Polen in der Vorrunde endete. Capello spielte in allen drei Spielen und erzielte gegen Polen den Anschlusstreffer zum 1:2 in der 85. Minute. 1980 beendete er seine Laufbahn. 2004 gestand er ein, während seiner Spielerkarriere leistungssteigernde Mittel wie das Stimulans Micoren genommen zu haben.

## Titel als Spieler
- Italienischer Meister (4): 1972, 1973, 1975 (alle Juventus Turin), 1979 (AC Mailand)
- Italienischer Pokalsieger (2): 1969 (AS Rom), 1977 (AC Mailand)

## Trainerkarriere

### AC Mailand
1991 wurde Capello Cheftrainer der AC Mailand. Zuvor hatte er bereits als Jugend- bzw. Co-Trainer im Verein gearbeitet. Er ersetzte den bisherigen Erfolgstrainer Arrigo Sacchi, der sich bezüglich der Transferpolitik und Kaderplanung mit Vereinspräsident Silvio Berlusconi überworfen hatte. Capellos erfolgreichste Spielzeiten waren die Saisons 1991/92 und 1993/94.
In seiner ersten Saison gelang es Capello, die Meisterschaft unbesiegt zu gewinnen. In Reaktion darauf erhielt die Mannschaft den Beinamen „Gli invincibili“ (dt. die Unbesiegbaren). Insgesamt schaffte es die Mannschaft 58 Spiele am Stück ohne Niederlage zu bleiben. In der Coppa Italia erreichten Capello mit Milan das Halbfinale, welches gegen Juventus Turin verloren ging. Durch den Gewinn der Meisterschaft qualifizierten sich die Rossoneri für die folgende erste Ausgabe der UEFA Champions League.
In seiner zweiten Spielzeit konnte Capello in der Liga an die Erfolge seiner ersten Saison anknüpfen. Zwar riss die Serie ohne Niederlage nach 58 Spielen durch ein 0:1 gegen die AC Parma am 26. Mai 1993, dennoch reichte es für den erneuten Gewinn des Scudetto. Auch gelang im August 1992 der Gewinn des italienischen Supercups. Im Pokal kam man bis ins Halbfinale, wo man an der AS Rom scheiterte. In der Champions League, in die man nach einjähriger Abwesenheit in Capellos erster Saison als Landesmeister wieder zurückgekehrt war, zog man ins Endspiel ein. Für die AC Mailand das dritte Endspiel seit 1989 sowie das fünfte insgesamt. Im Finale im Münchner Olympiastadion sah man sich dem Finalisten von 1991 Olympique Marseille gegenüber. Das Spiel endete 0:1 und Capello verpasste seinen ersten Champions-League-Titel.
Die Saison 1993/94 wurde neben der ungeschlagenen Meistersaison 1991/92 der Höhepunkt von Capellos Zeit als AC-Mailand-Trainer. In der Liga schaffte man die erneute Titelverteidigung und im August 1993 gewann man zudem noch das zweite Jahr in Folge die Supercoppa Italiana. In der Coppa Italia schied man dagegen im Achtelfinale aus. In der Champions League zog man das zweite Jahr in Folge ins Finale ein. In diesem traf man auf den Gewinner von 1992, den FC Barcelona unter Trainer Johan Cruyff. Barcelona galt zu diesem Zeitpunkt unter dem Namen Dream Team als beste Mannschaft Europas und praktizierte erfolgreichen Offensivfußball. Für Capello war es die zweite Begegnung mit Cruyff in einem Champions-League- bzw. Europapokal-der-Landesmeister-Endspiel, nachdem sich die beiden im Endspiel zwischen Juventus Turin und Ajax Amsterdam 1973 als Spieler gegenübergestanden hatten. Vor dem Spiel im Athener Olympiastadion machte Cruyff wiederholt herablassende Bemerkungen bezüglich Milans defensivem Spielsystem und zeigte sich siegessicher.  Dies stellte sich als Fehlannahme heraus und entgegen Cruyffs Erwartungen deklassierten Capello und seine Mannschaft Barcelona mit 4:0. In jeder Halbzeit schossen die Mailänder zwei Tore und am Ende stand der fünfte Champions-League-Titel bzw. Landesmeisterpokal in der Vereinsgeschichte. Durch den Sieg im Endspiel qualifizierte man sich für den Weltpokal sowie den europäischen Supercup. Zeitgleich mit AC Mailands Gewinn der Champions League gewann der Stadtrivale Inter Mailand den UEFA-Pokal, womit von den drei europäischen Titeln zwei nach Mailand und ins San Siro gingen.
Die Saison 1994/95 fiel weniger erfolgreich aus als die drei vorangegangenen. Nach den drei Meisterschaften in Folge riss die Siegesserie und man musste sich in der Liga mit dem vierten Platz begnügen. Im Pokal war im Achtelfinale gegen den Stadtrivalen Inter Schluss und am 1. Dezember 1994 unterlag man zudem mit 0:2 Vélez Sarsfield im Weltpokal. Dafür konnten aber beide Supercups gewonnen werden. Im August 1994 schlug man den Pokalsieger Sampdoria Genua 4:3 im Elfmeterschießen und Capello sicherte sich seinen dritten Italienischen Supercup in Folge und im Februar 1995 konnte der UEFA Super Cup durch einen 2:0-Sieg über Arsenal London gewonnen werden. In der Champions League zog Capello mit seiner Mannschaft das dritte Jahr in Folge ins Finale ein. Capello wurde somit zum ersten Trainer, dem es gelang, dreimal in Folge das Finale der Champions League zu erreichen. In der Partie im Wiener Ernst-Happel-Stadion standen die Titelverteidiger Ajax Amsterdam unter Louis van Gaal gegenüber. Zu den Seniorspielern der Niederländer gehörte u. a. der Ex-Rossonero Frank Rijkaard, der den Verein 1993 Richtung Amsterdam verlassen hatte. Das Spiel endete 0:1 und eine Titelverteidigung wie unter Capellos Vorgänger Arrigo Sacchi scheiterte. Durch die Niederlage im Finale und den vierten Platz in der Liga qualifizierte sich Milan erstmals unter Capello nicht für die Champions League und trat stattdessen im UEFA-Pokal 1995/96 an.
Die Spielzeit 1995/96 wurde Capellos letzte in seiner ersten Amtszeit bei den Rossoneri. Im UEFA-Cup kam man bis ins Viertelfinale, in dem man an Girondins Bordeaux scheiterte. In der Coppa Italia war nach einem 6:7 im Elfmeterschießen gegen den FC Bologna ebenfalls im Viertelfinale Schluss. In der Liga kam es dagegen zu einer Rückkehr an die Spitze. Nach dem vierten Platz in der Saison zuvor gelang es, die Meisterschaft wieder zurückzuerobern und Titelverteidiger Juventus Turin unter Marcello Lippi auf den zweiten Platz zu verweisen. Am Ende der Saison verließ Capello den Verein nach fünf Jahren, um sich Real Madrid anzuschließen. Sein Nachfolger wurde Óscar Tabárez.

### Real Madrid
Zur Saison 1996/97 wechselte Capello in die spanische Hauptstadt zu Real Madrid. Der Traditionsverein hatte eine für seine Ansprüche enttäuschende Spielzeit 1995/96 hinter sich. So war man in der Liga nur auf dem sechsten Platz gelandet, was zur Folge hatte, dass man sich erstmals seit 1977 nicht für einen UEFA-Wettbewerb qualifiziert hatte und auf europäischer Ebene nicht vertreten war. Bei seiner Verpflichtung erhielt Capello von Real-Madrid-Präsident Lorenzo Sanz den Auftrag, die Mannschaft umzubauen. Infolgedessen verpflichtete der Klub auf Geheiß Capellos unter anderem den bei Inter Mailand unglücklichen Roberto Carlos und den Weltmeister Bodo Illgner vom 1. FC Köln. Auf Anhieb gelang Capello der Gewinn der Meisterschaft mit einem Rekordwert von 92 Punkten und zwei Punkten Vorsprung auf den Erzrivalen FC Barcelona unter Bobby Robson. In der Copa del Rey schieden die Madrilenen unter Capello dagegen im Achtelfinale durch eine 3:4-Niederlage gegen Barcelona aus. Durch den Gewinn der Meisterschaft qualifizierten sich die Madrilenen für die folgende Ausgabe der Champions League. Trotz der erfolgreichen Saison wurde Capello am Ende der Spielzeit nach nur einem Jahr wieder entlassen. Zum einen war es zum Zerwürfnis mit der Vereinsführung gekommen und zum anderen wurde Capello auch bei der Anhängerschaft nie wirklich populär. Insbesondere die „Verbannung“ von Mittelstürmer Raúl, einem in Madrid geborenen Eigengewächs, auf den linken Flügel kam bei den Fans nicht gut an. Capellos Nachfolge trat Jupp Heynckes an, der Real Madrid in der folgenden Saison zum ersten Champions-League-Titel in 32 Jahren führen sollte.

### Rückkehr zur AC Mailand
Nach seinem Jahr in Madrid kehrte Capello für eine Saison zur AC Mailand zurück. Dort konnte er mit Rang 10 in der Serie A und der Finalniederlage gegen Lazio Rom in der Coppa Italia allerdings nicht an die Erfolge aus seiner ersten Amtszeit anknüpfen, weshalb er am Ende der Saison wieder entlassen und durch Alberto Zaccheroni ersetzt wurde.

### AS Rom
1999 wurde Capello neuer Trainer des römischen Traditionsvereins AS Rom, für den er zwischen 1967 und 1970 als Spieler aufgelaufen war. Trotz seiner enttäuschenden zweiten Amtszeit mit Milan genoss Capello weiterhin einen exzellenten Ruf als Trainer, weshalb seine Verpflichtungen durch die AS Rom als personeller Coup galt und hohe Erwartungen bei Fans und Beobachtern weckte. In seiner ersten Spielzeit als Trainer der Römer konnte er diesen allerdings nicht gerecht werden. Die Serie A beendete man auf Rang 6 und aus dem Pokal schied man im Viertelfinale gegen Cagliari Calcio aus. Im UEFA-Pokal scheiterte man im Achtelfinale an Leeds United.
Capellos zweite Saison sollte der Höhepunkt seiner Zeit in Rom werden. Die von ihm geführten Giallorossi waren in der Liga bis auf eine kurze Unterbrechung am vierten und fünften Spieltag durchgängig Tabellenführer und am Ende der Saison konnte der erste Scudetto seit 1983 gefeiert werden. Aus den K.o.-Wettbewerben schied man wie im Jahr zuvor erneut im Viertel- und Achtelfinale aus. Im Pokal verlor man dabei mit 3:5 gegen Atalanta Bergamo und im UEFA-Pokal mit 0:1 gegen den FC Liverpool.
In der Saison 2001/02 kam es zu einem erbitterten Kampf um die Meisterschaft gegen das wieder von Marcello Lippi trainierte Juventus Turin. Am Ende der Saison musste die AS Rom sich der Alten Dame geschlagen geben und beendete die Saison mit einem Punkt Rückstand auf die Turiner als Zweiter. Im August gewann man mit 3:0 den italienischen Supercup gegen Pokalgewinner AC Florenz. Für Capello war es der mittlerweile vierte italienische Supercup. In der Champions League, in der man erstmals seit der Finalteilnahme 1984 wieder antrat, kam man bis in die zweite Gruppenphase, in der man als Gruppendritter ausschied. Im Pokal scheiterte man das dritte Mal in Folge im Viertelfinale durch eine 0:4-Niederlage gegen Brescia Calcio.
Capellos dritte Saison als Übungsleiter der Giallorossi sah einen drastischen Leistungseinbruch in der Liga. Nach der Meisterschaft 2001 und Vizemeisterschaft 2002 schaffte man es nur auf Rang 8 in der Serie A. Im Pokal kam man bis ins Finale, welches gegen Capellos Ex-Verein AC Mailand verloren ging. Aus der Champions League schied man erneut in der zweiten Gruppenphase aus.
Die Spielzeit 2003/04 war Capellos letzte in Rom. In der Serie A wurde man Vizemeister, hinter dem mit über 10 Punkten Vorsprung enteilten Milan. Im Pokal verlor man im Viertelfinale ebenfalls gegen die Rossoneri. Im UEFA-Pokal scheiterte man im Achtelfinale am FC Villarreal. Nach Saisonende verließ Capello die AS Rom nach fünf Jahren wieder und wechselte zu Juventus Turin. Sein Nachfolger bei der AS Rom wurde Cesare Prandelli.

### Juventus Turin
Ab 2004 trainierte er seinen Ex-Verein Juventus Turin, mit dem er als Spieler dreimal Meister geworden war und 1973 das Europapokal der Landesmeister-Finale bestritten hatte. In Turin löste er den bisherigen Erfolgstrainer Marcello Lippi ab. In seiner ersten Saison gewann er auf Anhieb die Meisterschaft und wurde damit vorübergehend zum ersten Trainer, der mit drei verschiedenen Vereinen italienischer Meister geworden war. In der folgenden Spielzeit gelang die Titelverteidigung, womit er zum insgesamt siebten Mal italienischer Meister wurde. In Folge des italienischen Fußball-Skandals 2005/2006 wurden beide Titel nachträglich wieder aberkannt. Im Pokal schied man 2005 im Achtelfinale gegen Atalanta Bergamo aus und 2006 im Viertelfinale gegen Capellos Ex-Verein AS Rom. Trotz des hochkarätig besetzen Kaders reichte es in der Champions League unterdessen jeweils nur fürs Viertelfinale. 2005 scheiterte man am FC Liverpool und 2006 an Arsenal London.
Im Strudel des italienischen Fußball-Skandals, in dem Juventus zu den Hauptdrahtziehern gehörte, verließ Capello die Alte Dame im Sommer 2006, um das Angebot des neuen Real-Madrid-Präsidenten Ramón Calderón anzunehmen, der ihn erneut nach Madrid holen wollte.

### Rückkehr zu Real Madrid
Anfang Juli gab Capello die einseitige Auflösung seines Vertrags mit Juventus Turin bekannt, um tags darauf bei Real Madrid einen Dreijahresvertrag zu unterschreiben. Wie schon bei seinem ersten Engagement befand sich der Traditionsverein bei seiner Ankunft in einem sportlich schlechten Zustand. Bedingt durch die gescheiterte Transferpolitik von Ex-Präsident Florentino Pérez war seit 2003 kein großer Titel mehr gewonnen worden. Dementsprechend erhielt Capello von Vereinspräsident Ramón Calderón den Auftrag, mit einem Titelgewinn die „Durststrecke“ zu beenden. Wie schon in seiner ersten Amtszeit gelang Capello dies auf Anhieb und am Ende der Saison gewann er mit den Madrilenen seinen zweiten spanischen Meistertitel. In den K.o.-Wettbewerben hatte man dagegen weniger Glück und sowohl aus der Copa del Rey als auch der Champions League verabschiedete man sich bereits im Achtelfinale. Am 28. Juni 2007 wurde Capello vom Verein trotz des gewonnenen Meistertitels als Trainer entlassen. Man kritisierte seine Mannschaftspolitik und sein defensives Spielsystem. Er soll dafür eine Abfindung in Höhe von 6,2 Millionen Euro erhalten haben. Sein Nachfolger als Trainer wurde Ex-Madrid-Spieler Bernd Schuster.

### Nationaltrainer Englands
Capello äußerte einmal die Absicht, zum Abschluss seiner Karriere in einigen Jahren eine große Nationalmannschaft zu übernehmen. Dieses Ziel erreichte er am 14. Dezember 2007, als er vom englischen Fußballverband als Nachfolger des entlassenen Steve McClaren präsentiert wurde. Capello führte die Mannschaft, die zuvor mit McClaren die Qualifikation zur Europameisterschaft verpasst hatte, nach einer erfolgreichen Qualifikation zur Fußball-Weltmeisterschaft 2010 nach Südafrika. Die Mannschaft konnte in der Endrunde die Erwartungen jedoch nicht erfüllen und schied im Achtelfinale nach einer 1:4-Niederlage gegen Deutschland aus.
Am 8. Februar 2012 trat der Italiener vor der Europameisterschaft 2012 von seinem Amt zurück, nachdem es mit dem Verband Streit um die Absetzung des Kapitäns John Terry gegeben hatte. Terry wurde seines Amtes aufgrund von Rassismusvorwürfen enthoben. Nachfolger von Capello wurde Roy Hodgson.

### Nationaltrainer Russlands
Am 16. Juli 2012 bestätigte der Vize-Präsident des russischen Fußballverbandes, dass Fabio Capello das Traineramt der russischen Fußballnationalmannschaft übernehmen werde. In der anschließenden WM-Qualifikation führte der Italiener die Sbornaja zum Gruppensieg und damit auf den Weg zur WM nach Brasilien. Dieser Erfolg wurde vom Verband am 24. Januar 2014 honoriert mit der Vertragsverlängerung bis zur Fußball-Weltmeisterschaft 2018 in Russland.
Ziemlich genau drei Jahre nach dem Amtsantritt beendete der russische Fußballverband am 14. Juli 2015 das Arbeitsverhältnis mit Capello, nachdem die Qualifikation für die Europameisterschaft 2016 trotz des zweiten Platzes und der Qualifikation nicht optimal verlief. Auf dem Weg zur WM im eigenen Land wollte man das Zwischenziel EM nicht aufs Spiel setzen und trennte sich in beiderseitigem Einvernehmen vom Trainer.

## Titel als Trainer

### Vereine
International
(Alle AC Mailand)
- Champions-League-Sieger: 1994
- UEFA-Super-Cup-Sieger: 1994

Italien
- Meister (5): 1992, 1993, 1994, 1996 (alle AC Mailand), 2001 (AS Rom)
- Supercupsieger (4): 1992, 1993, 1994 (alle AC Mailand), 2001 (AS Rom)

Spanien
- Meister (2): 1997, 2007 (beide Real Madrid)

### Individuell
- Italiens Trainer des Jahres: 2005

### Sonstiges
- Capello ist neben Antonio Conte einer von zwei Trainern, der es schaffte, die italienische Meisterschaft ohne Niederlage zu gewinnen. In der Spielzeit 1991/92 fuhr die AC Mailand unter Capellos Leitung 22 Siege und 12 Unentschieden ein. Insgesamt blieben die Rossoneri unter Capellos Leitung 58 Ligaspiele am Stück ungeschlagen, was bis heute Rekord in der italienischen Liga ist.
- Nach Árpád Weisz und Giovanni Trapattoni war Capello die dritte Person, die die italienische Meisterschaft mit zwei verschiedenen Vereinen gewann (AC Mailand, AS Rom). Später gelang dies noch Massimiliano Allegri und Antonio Conte. Bis zur Aberkennung der Meisterschaften mit Juventus Turin 2005 und 2006 in Folge des italienischen Fußball-Skandals 2005/2006 war Capello eine Zeit lang der erste Trainer, der mit drei verschiedenen Vereinen italienischer Meister war.
- Capello war der erste Trainer, dem es gelang, dreimal in Folge das Finale der UEFA Champions League bzw. des Europapokals der Landesmeister zu erreichen. So erreichte er die Endspiele der Spielzeiten 1992/93, 1993/94 und 1994/95. Seitdem ist dies auch Marcello Lippi mit Juventus Turin und Zinédine Zidane mit Real Madrid gelungen.

## Auszeichnungen
2005 wurde Capello mit dem Premio Gianni Brera – Sportivo dell’anno (Gianni-Brera-Preis) ausgezeichnet.